# Wojna Cesarstwa Bizantyńskiego z Wandalami

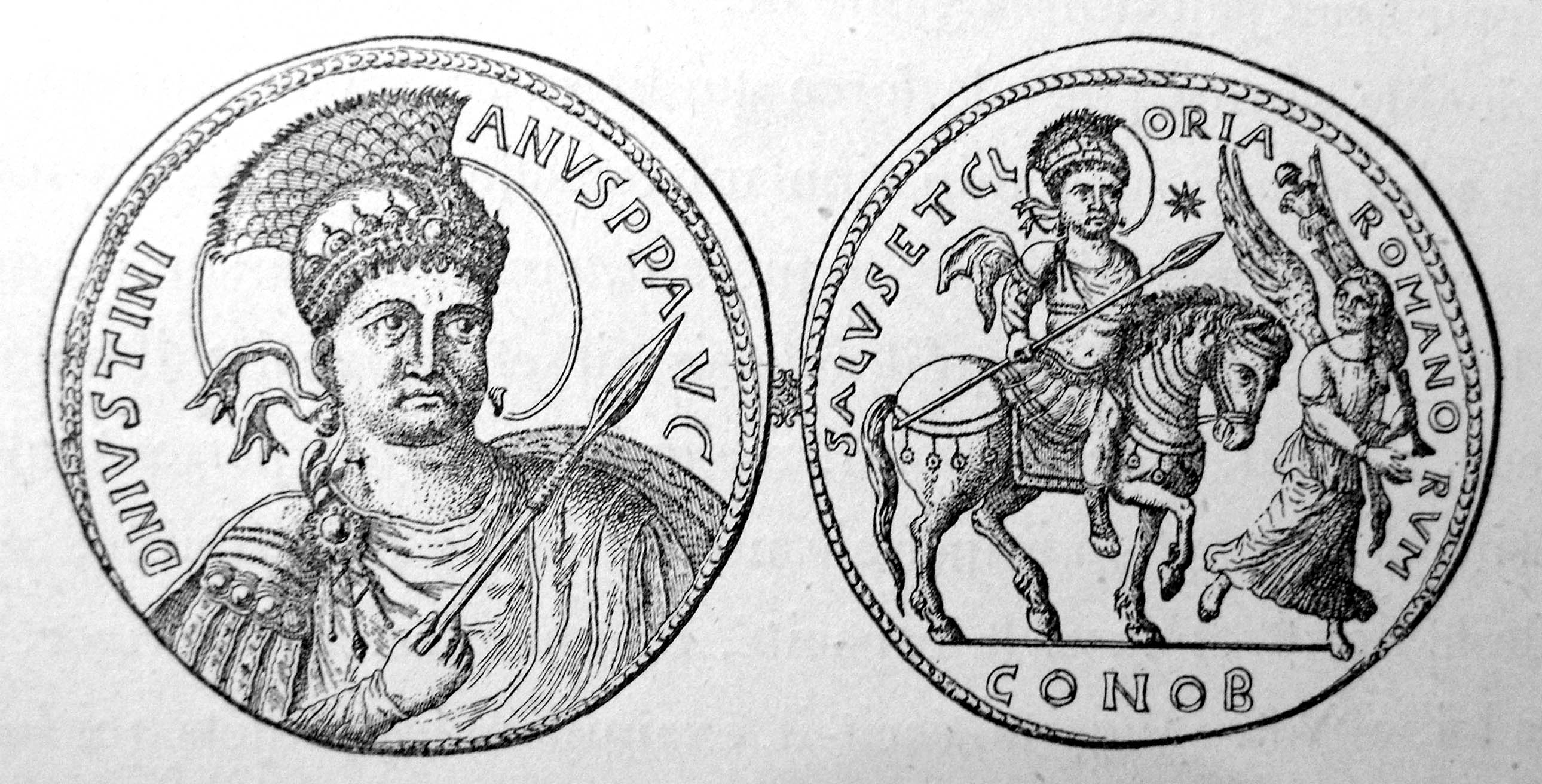
Solid bizantyjski z podobizną cesarza Justyniana wybity z okazji tryumfu nad Wandalami

Bitwa pod Ad Decimum – plan Gelimera

Wojna Cesarstwa Bizantyńskiego z Wandalami – wojna toczona w latach 533–534 między Cesarstwem Bizantyńskim a plemiennym państwem Wandalów, która zakończyła się upadkiem wandalskiego królestwa.

## Tło konfliktu
W latach 523–530 afrykańskim państwem Wandalów (na terenach dzisiejszej Tunezji) rządził król Wandalów Hilderyk, który uznawał formalnie zwierzchność cesarzy bizantyjskich i zakazał – stosowanych wcześniej – prześladowań ludności rzymskiej. Został on jednak obalony przez wrogiego Bizantyńczykom krewniaka Gelimera. Stało się to głównym pretekstem interwencji cesarza Justyniana, która nastąpiła w roku 533.

## Przebieg działań zbrojnych
Główne działania zbrojne poprzedził wybuch powstania przeciw Wandalom na Sardynii i w Trypolitanii. Król Wandalów nie spodziewając się inwazji cesarskiej w środku upalnego lata wysłał na Sardynię część swych wojsk. W Trypolitanii na prośbę buntowników pojawiły się oddziały bizantyjskie z Egiptu, które pomogły oderwać ten obszar od państwa Wandalów.
W połowie czerwca 533 cesarz Justynian wysłał z Konstantynopola drogą morską główną armię inwazyjną pod dowództwem Belizariusza, liczącą 18 000 ludzi. Zebrano ją na pokładzie około 500 transportowców, pod osłoną blisko stu okrętów wojennych (dromonów). Cała wyprawa miała liczyć wraz z marynarzami blisko 30 000 ludzi. Pod koniec sierpnia tego roku flota Belizariusza dotarła do zatoki Mała Syrta. Wojska Wandalów, mimo że dużo liczniejsze, ustępowały wojskom Bizancjum pod względem uzbrojenia i wyszkolenia.
Na wieść o zbliżaniu się wojsk cesarskich król rozkazał stracić uwięzionego Hilderyka i jego stronników, choć oszczędził jego dzieci. Obie armie spotkały się pod Ad Decimum, gdzie Gelimer przygotował zasadzkę. Jednak w bitwie pod Ad Decimum, stoczonej 13 września 533 roku, Belizariusz pokonał źle zorganizowaną armię Wandalów. Do klęski wydatnie przyczynił się brat króla Ammatas, który przedwcześnie wdał się w walkę z awangardą armii cesarskiej i został pokonany zanim przybyły główne siły wandalskie. Po tej porażce Gelimer pozostawił słabo ufortyfikowaną, stołeczną Kartaginę na łasce wroga i sam wycofał się na zachód oczekując posiłków z Sardynii, skąd miały wrócić zajęte wcześniej tłumieniem buntu doborowe oddziały pod wodzą kolejnego brata królewskiego, Taty. Po otrzymaniu tych posiłków Gelimer podszedł pod Kartaginę, w której umocnił się Belizariusz wraz ze swym wojskiem. Nie mając doświadczenia w prowadzeniu oblężeń Gelimer postanowił sprowokować wodza bizantyjskiego do wydania mu bitwy w polu. Usiłował też, bezskutecznie, przekupić towarzyszący Belizariuszowi kontyngent Hunów. W końcu Belizariusz zabezpieczywszy się przed zdradą Hunów wyruszył przeciw Wandalom. Do drugiej, rozstrzygającej bitwy doszło pod Trikamarum, około 30 km na zachód od Kartaginy. Mimo zebrania całej swej siły Gelimer nie zdołał złamać szyków wojsk cesarskich. Belizariusz tryumfował, a wojska wandalskie rzuciły się do bezładnej ucieczki na wieść o ucieczce swego króla. Gelimer nie zdołał uciec, tak jak planował, do wizygockiej Hiszpanii. Nie udało się też przewieźć tam królewskiego skarbu, który w Hippo Regius wpadł w ręce wojsk bizantyjskich. Pokonany Gelimer uciekł na pustynię, lecz wiosną 534 roku został wydany Belizariuszowi przez Berberów. Został jednak potraktowany honorowo: otrzymał majątek w Galacji, gdzie z rodziną spędził resztę swojego życia.
Po pokonaniu Wandalów Justynian uregulował administrację w odzyskanych prowincjach afrykańskich.

### Najważniejsze bitwy
- 13 września 533 – bitwa pod Ad Decimum
- 15? grudnia 533 – bitwa pod Trikamarum